# Crossville, Tennessee
Crossville är administrativ huvudort i Cumberland County i Tennessee. Vid 2020 års folkräkning hade Crossville 12 071 invånare.